# Jáltipan
Jáltipan – miasto w południowo-wschodnim Meksyku, w stanie Veracruz, na przesmyku Tehuantepec. Liczba mieszkańców w 2003 roku wynosiła ok. 30 tys.